# 1444 Pannonia
1444 Pannonia este un asteroid din centura principală, descoperit pe 6 ianuarie 1938, de György Kulin.